# Normalkraft

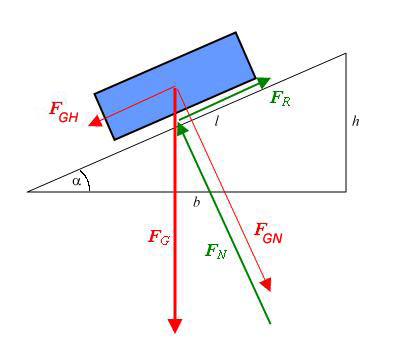
Schiefe Ebene: F_{N} steht senkrecht auf der Auflagefläche und wirkt auf den Klotz

Als Normalkraft wird eine Wechselwirkungskraft in der Kontaktzone zwischen zwei Körpern oder eine Schnittkraft in einem stabförmigen Bauteil bezeichnet. Sie steht senkrecht zur Kontaktfläche bzw. Schnittfläche. Die in Richtung des Normalenvektors wirkende Normalkraft erzeugt Druck- bzw. Zugspannungen. Die Normalkraft bestimmt u. a. die Reibungskraft zwischen zwei Körpern.
Die Formel zur Berechnung der Normalkraft {\displaystyle F_{\text{N}}} ergibt sich im Beispiel aus dem Kräftegleichgewicht für den Klotz in Normalenrichtung:
{\displaystyle F_{\text{N}}=F_{\text{GN}}}
mit {\displaystyle F_{\text{GN}}=\cos \alpha \cdot F_{\text{G}}}
Darin sind enthalten:
- der Kosinus {\displaystyle \cos \alpha } des Winkels {\displaystyle \alpha } der schiefen Ebene
- die Gewichtskraft {\displaystyle F_{\text{G}}=m\cdot g}
  - die Masse {\displaystyle m}
  - die Schwerebeschleunigung {\displaystyle g}.

Neben dem beschriebenen Fall einer Belastung rein durch das Gewicht treten Normalkräfte z. B. auch als Folge aerodynamischen Abtriebs oder durch den Kurvendruck beim Befahren einer überhöhten Kurve auf. Im letzteren Fall ergibt sich die Normalkraft zu:
{\displaystyle F_{\text{N}}=F_{\text{G}}\cdot \cos \alpha +F_{\text{F}}\cdot \sin \alpha }
mit der Fliehkraft {\displaystyle F_{\text{F}}}, die horizontal nach außen wirkt.

## Balkentheorie
In der Stabtheorie 1. Ordnung ist die Normalkraft die Längskraft parallel zur Stabachsenrichtung:
{\displaystyle F_{\text{N}}=\int _{A}\sigma _{xx}\mathrm {d} A}